# Irlande unifiée
Cet article concerne la désignation de l'île d'Irlande dans sa totalité en sport et en religion. Pour l'idée d'une unification politique de l'île, voir Réunification de l'Irlande.
 (octobre 2019).
Si vous disposez d'ouvrages ou d'articles de référence ou si vous connaissez des sites web de qualité traitant du thème abordé ici, merci de compléter l'article en donnant les références utiles à sa vérifiabilité et en les liant à la section « Notes et références ».

Le drapeau des quatre provinces d'Irlande contient les drapeaux des quatre provinces constitutives traditionnelles d'Irlande : Munster, Connacht, Ulster et Leinster (de gauche à droite et de haut en bas).

L'expression « Irlande unifiée » sert à désigner l'ensemble de l'île d'Irlande, englobant l'État indépendant d'Irlande et l'Irlande du Nord (nation constitutive du Royaume-Uni). L'expression est le plus souvent utilisée pour désigner des équipes sportives ayant en leur sein des représentants de l'Eire et d'Irlande du Nord.

## Dans les sports
De nombreux sports sont organisés sur toute l'Irlande, comme le football américain, le basket-ball, la boxe, le cricket, le curling, les jeux gaéliques, le golf, le hockey sur gazon, le boulingrin, le rugby à XIII et le rugby à XV. Au tennis, en natation, en athlétisme ou pour toutes les disciplines liées aux Jeux olympiques, les Irlandais choisissent entre les fédérations d'Eire ou du Royaume-Uni. En football et en snooker, il existe des fédérations irlandaises et nord-irlandaises. 

Drapeau utilisé pour représenter l'Irlande Unifiée
équipes nationales masculines et féminines de hockey sur gazon.
équipes nationales masculine et féminine de rugby à XV.
équipes nationales de cricket masculine et féminine.

## En religion
Le titre est également utilisé pour le Primat de l'Irlande Unifiée, membre du clergé principal de l'Église catholique romaine et de l'Église d'Irlande. 